# Michal Hipp
Michal Hipp (Horná Kráľová, 13 maart 1963) is een voormalig profvoetballer uit Slowakije. Hij speelde als verdediger voor onder meer FC Nitra en MFK Košice. In 1996 beëindigde hij zijn actieve loopbaan, waarna hij het trainersvak instapte. Vanaf februari 2012 tot medio 2013 gaf hij samen met oud-aanvaller Stanislav Griga leiding aan het Slowaaks voetbalelftal, als opvolger van Vladimír Weiss.

## Interlandcarrière
Hipp kwam in totaal vijf keer (één doelpunt) uit voor het Slowaaks voetbalelftal in 1994, nadat hij daarvoor vijf keer de kleuren had verdedigd van Tsjecho-Slowakije (1990-1991). Hij maakte zijn debuut voor de nationale ploeg van zijn vaderland op 2 februari 1994 in de vriendschappelijke wedstrijd in Sharjah tegen de Verenigde Arabische Emiraten (1-1). Zijn eerste en enige treffer maakte hij op 16 augustus van dat jaar in de oefeninterland tegen Malta (1-1).
| Interlands van Michal Hipp  | Interlands van Michal Hipp | Interlands van Michal Hipp               | Interlands van Michal Hipp | Interlands van Michal Hipp | Interlands van Michal Hipp |
| №                           | Datum                      | Wedstrijd                                | Uitslag                    | Competitie                 | Goals                      |
| --------------------------- | -------------------------- | ---------------------------------------- | -------------------------- | -------------------------- | -------------------------- |
| voor Tsjecho-Slowakije      |                            |                                          |                            |                            |                            |
| Als speler van FC Nitra     |                            |                                          |                            |                            |                            |
| 1                           | 29 augustus 1990           | Finland – Tsjecho-Slowakije              | 1 – 1                      | Vriendschappelijk          | 0                          |
| 2                           | 26 september 1990          | Tsjecho-Slowakije – IJsland              | 1 – 0                      | EK-kwalificatie            | 0                          |
| 3                           | 13 oktober 1990            | Frankrijk – Tsjecho-Slowakije            | 2 – 1                      | EK-kwalificatie            | 0                          |
| 4                           | 14 november 1990           | Tsjecho-Slowakije – Spanje               | 3 – 2                      | EK-kwalificatie            | 0                          |
| 5                           | 6 februari 1991            | Australië – Tsjecho-Slowakije            | 0 – 2                      | Vriendschappelijk          | 0                          |
| voor Slowakije              |                            |                                          |                            |                            |                            |
| Als speler van Slavia Praag |                            |                                          |                            |                            |                            |
| 6                           | 2 februari 1994            | Verenigde Arabische Emiraten – Slowakije | 0 – 1                      | Vriendschappelijk          | 0                          |
| 7                           | 4 februari 1994            | Egypte – Slowakije                       | 1 – 0                      | Vriendschappelijk          | 0                          |
| 8                           | 6 februari 1994            | Marokko – Slowakije                      | 2 – 1                      | Vriendschappelijk          | 0                          |
| 9                           | 20 april 1994              | Slowakije – Kroatië                      | 4 – 1                      | Vriendschappelijk          | 0                          |
| Als speler van 1. FC Košice |                            |                                          |                            |                            |                            |
| 10                          | 16 augustus 1994           | Slowakije – Malta                        | 1 – 1                      | Vriendschappelijk          | 1                          |